# Monnières (Loara Atlantycka)
Monnières – miejscowość i gmina we Francji, w regionie Kraj Loary, w departamencie Loara Atlantycka.
Według danych na rok 2010 gminę zamieszkiwały 1932 osoby, a gęstość zaludnienia wynosiła 197 osób/km².